# Holocausto en Odesa

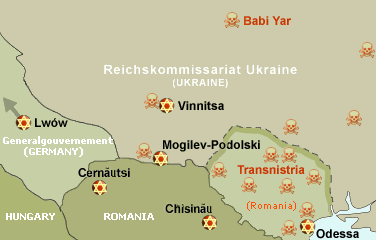
Mapa del Holocausto en Ucrania. El Gueto de Odesa está marcado con una estrella roja dorada. Masacres de Transnistria marcadas con calaveras rojas.

El Holocausto en Odesa consistió en el exterminio de los judíos de la ciudad y de las poblaciones cercanas de Transnistria durante el otoño de 1941 y hasta el invierno de 1942 en una serie de asesinatos y masacres durante el holocausto cometidos por tropas rumanas y alemanas. Dependiendo del contexto, se puede referir a los eventos que sucedieron entre el 22 y el 24 de octubre de 1941, cuando entre 25.000 y 34.000 judíos de Odesa fueron llevados de la ciudad y brutalmente asesinados, siendo fusilados o quemados vivos. El término también puede referirse al asesinato de más de 100.000 judíos de Odesa y de las áreas entre el río Dniéster y el río Bug meridional durante la ocupación alemana y rumana.

## Contexto
Históricamente Odesa tenía una de las mayores comunidades judías del imperio. Antes de la Segunda Guerra Mundial, la ciudad contaba con unos 180.000 habitantes judios, que representaban alrededor del 38% del total.
En un primer momento de la invasión, la unión soviética tuvo que retirarse precipitadamente del este europeo. Para cuando las tropas rumanas tomaron la ciudad, unos 250.000 habitantes seguían en ella, de los cuales entre 80.000 y 90.000 eran judíos. El resto de habitantes habían huido del avance fascista, en su mayoría evacuados o reclutados por el Ejército Rojo.

## Primeras matanzas
El mismo día en que las tropas de Eje tomaron la ciudad, el 16 de octubre, tras un asedio de dos meses, ocho mil «comunistas» (la mayoría simplemente judíos) fueron asesinados en las playas y lanzados al mar. La matanza la perpetró el Einsatzkommando 11b alemán y una agrupación del SSI (servicio secreto) rumano al mando del coronel Ioan Lissievici.

## Masacres del 22 al 24 de octubre de 1941

### Explosión del edificio de oficinas del comandante rumano (antiguo edificio de la NKVD)
Tras la ocupación de Odesa por las tropas alemanas y rumanas, el 22 de octubre de 1941, una explosión destruyó parcialmente el edificio de la antigua sede del NKVD en la calle Marazlievskaya donde se encontraban las oficinas del mando militar rumano y el cuartel general de la 10.ª División de Infantería rumana. La causa fue una mina radiocontrolada, plantada allí por zapadores del Ejército Rojo, que habían minado otros varios edificios antes de la evacuación soviética de la ciudad. Bajo los escombros murieron 67 personas, incluidos 16 oficiales, entre los que se encontraba el comandante rumano de la ciudad, el general Ioan Glogojeanu. Los ocupantes culparon a judíos y comunistas del atentado, a pesar de los avisos que habían recibido sobre el minado de los edificios ya en septiembre.

### Ejecución de rehenes
Las tropas rumanas comenzaron las represalias esa misma noche. Antonescu ordenó el fusilamiento de doscientos comunistas por cada oficial muerto y de otros cien por cada soldado fallecido en la explosión para el día siguiente, así como la toma de un rehén judío de cada familia.

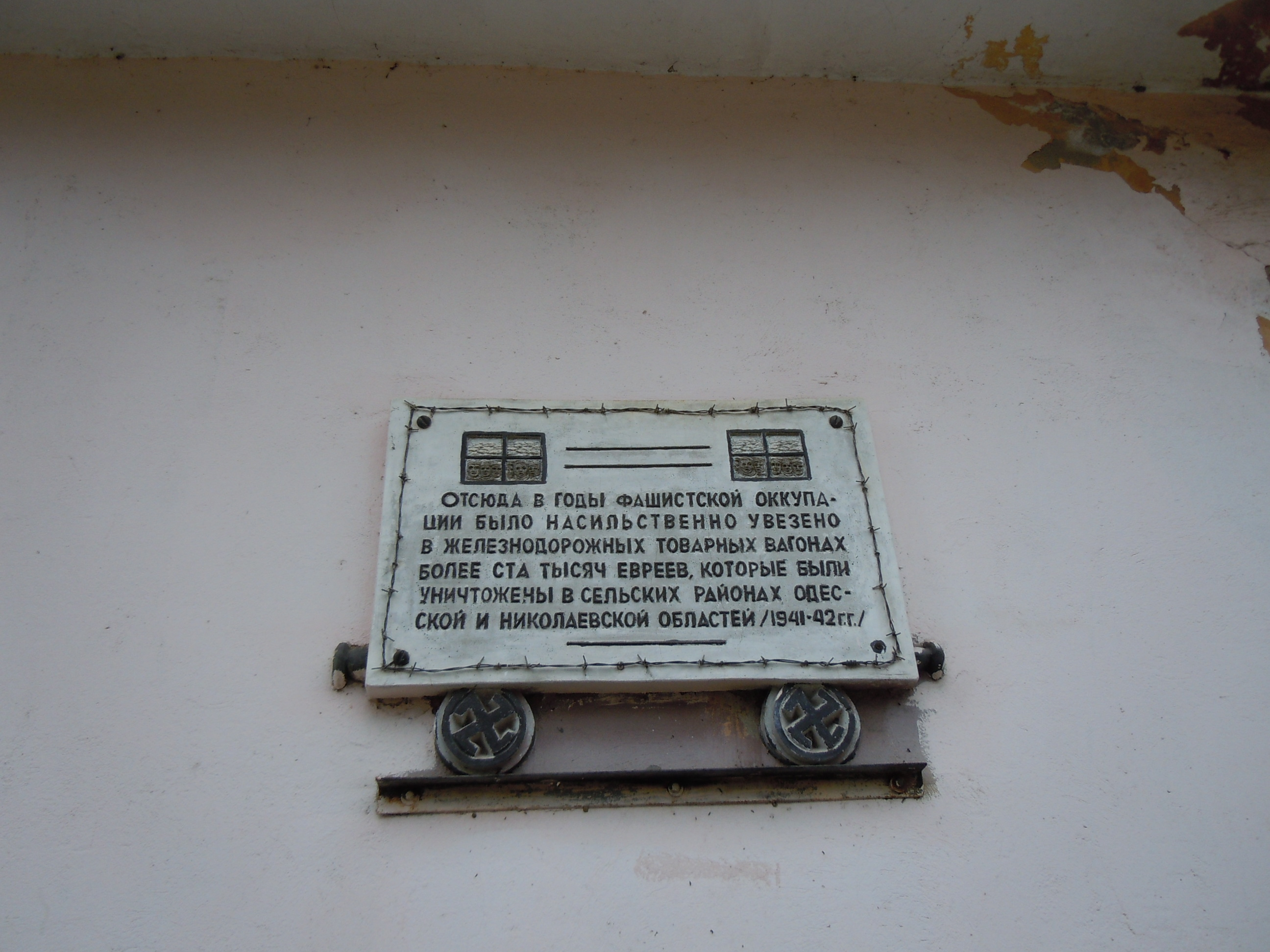
Placa en la pared de la estación de tren Odesa-Sortuvalna, conmemorativa del Holocausto

Al día siguiente, 23 de octubre, las tropas rumanas y el Einsatzgruppe D alemán, que llegó a Odesa, llevaron a cabo una razia a lo largo de toda la calle de Marazlievskaya, irrumpiendo en los apartamentos de los residentes de Odesa y  deteniendo a unos 10.000 civiles, de los cuales la mayoría eran judíos. Fueron asesinados cinco mil judíos y comunistas, que fueron fusilados o ahorcados en las calles de la ciudad. Más de diecinueve mil judíos fueron llevados a nueve bodegas de pólvora en el puerto y sumariamente fusilados, después de lo cual las bodegas fueron incendiadas. Algunos de los prisioneros fueron quemados vivos.
Se realizaban allanamientos en las calles y mercados de la ciudad, en los suburbios; personas que aún no sabían nada sobre el ataque terrorista fueron ejecutadas durante las redadas contra las paredes de casas o cercas. Alrededor de un centenar de hombres fueron capturados y fusilados en Bolshoy Fontan; unas doscientas personas fueron ahorcadas en Slobodka en el área del mercado; 251 residentes fueron ejecutados en Moldavanka, Dalniye Melnitsa; la vista más terrible fue en la avenida Alexander, donde unos cuatrocientos ciudadanos fueron ahorcados allí. Columnas de rehenes capturados fueron conducidos a la carretera de Lustdorf, al área de los depósitos de artillería ya mencionados, donde fueron fusilados o quemados vivos. Después de la guerra, más de 22.000 cadáveres fueron encontrados en fosas comunes.

### Comienzo del Holocausto
Por la tarde, otros veinte mil quinientos judíos —fundamentalmente mujeres, niños y ancianos— fueron conducidos por el 10.º Regimiento de Ametralladoras fuera de la ciudad en una larga columna en dirección a Dalnic. Aquellos que no podían sostener el ritmo de la marcha fueron asesinados. Cuando llegaron al lugar, se les ató en grupos de entre cuarenta a cincuenta personas, se les arrojó a unas zanjas antitanque cavadas durante el asedio de la ciudad y se les acribilló. Ante lo ineficiente del método y para ahorrar munición, se encerró a los supervivientes en los cuatro grandes almacenes del lugar (de unos veinticinco metros de largo por diez o quince de ancho), a unas cinco mil personas en cada uno. Los soldados ametrallaron a los civiles a través de aberturas practicadas en las paredes. Como los disparos no habían acabado con todos, los soldados decidieron introducir paja en los edificios, sellarlos, rociarlos con gasolina y queroseno, prenderles fuego escalonadamente y disparar a todo aquel que tratase de escapar. La matanza duró casi toda la noche y algunos judíos, para evitar morir abrasados, solicitaron a los soldados que los rematasen a tiros. Algunos oficiales lanzaron granadas soviéticas al interior de los almacenes. Al día siguiente, a la misma hora que había tenido lugar la explosión en el cuartel general rumano, se voló uno de los almacenes. No hubo supervivientes.
Estas masacres fueron llevadas a cabo bajo las órdenes de dos oficiales rumanos, el teniente coronel Nicolae Deleanu y el teniente coronel C.D. Nicolescu. Los soldados alemanes también participaron en los asesinatos.
Antonescu ordenó entonces la reunión de los judíos supervivientes en un gueto y su posterior deportación, alegando problemas de seguridad si continuaban en la ciudad —en realidad, la gran mayoría eran niños, ancianos y mujeres—. Entre treinta y cinco mil y cuarenta mil judíos que quedaban fueron trasladados a un gueto en el barrio de Slobodka, donde la mayoría de los edificios estaban destruidos, y se les dejó a la intemperie y sin comida durante diez días, entre el 25 de octubre y 3 de noviembre, por lo cual muchos murieron. Privados de comida y agua, se los trasladó en ferrocarril al campo de Berezovca. Los cadáveres de aquellos que morían en los trenes se descargaban y se quemaban en enormes hogueras para evitar una epidemia de tifus. Ante el intenso frío, las autoridades rumanas tuvieron que paralizar temporalmente la deportación que concluyó a comienzos de febrero de 1942 con la expulsión de 33 643 personas. Únicamente 479 niños menores de siete años permanecieron en la ciudad, a la espera de que las autoridades encontrasen mujeres que los acompañasen en los trenes. En abril, se decidió enviarlos al orfanato del campo de Mostovoi, un campo de exterminio, para someterlos a trabajos forzados.

## Otras masacres
El 28 de octubre se inició otra masacre cuando entre cuatro y cinco mil judíos fueron conducidos a establos y fusilados. El 13 de noviembre, durante un consejo de ministros, Antonescu preguntó sobre la severidad de las represalias contra los judíos en Odesa, que el gobernador de Transnistria confirmó.
A finales de diciembre, entre cuarenta y cincuenta mil judíos fueron asesinados en el campo de concentración de Bogdanovka por guardias rumanos, policías y civiles ucranianos de Golta y alemanes étnicos locales. Unos diez mil judíos más fueron llevados en una marcha de la muerte a tres campos de concentración cerca de Golta: Bogdanovka, Domanovka y Acmecetca. Los que sobrevivieron al viaje fueron asesinados dos meses más tarde.
En enero de 1942, el exterminio terminó con la muerte de los que se quedaron en Slobodka. Entre el 12 y el 23 de enero los últimos 19.582 judíos fueron transportados en vagones de ganado a Berezovka y desde allí hasta los campos de concentración en Golta. Dieciocho meses después casi todos ellos habían muerto.
Después de la derrota del Eje en Stalingrado, el ministro de Defensa, general Constantin Pantazi, solicitó a Antonescu que se llevase a cabo una operación para ocultar las pruebas de la matanza, que entonces Antonescu fingió desconocer, a pesar de haberse realizado por orden suya.

## Juicio y castigo a los principales autores
En el Tribunal Popular de Bucarest, creado en 1946 por el nuevo gobierno rumano conjuntamente con el Consejo de Control Aliado, uno de los cargos presentados contra el mariscal Ion Antonescu, el gobernador de Transnistria, Gheorghe Alexianu, y el comandante de la guarnición de Odesa, el general Nicolae Macici, fue "la organización de represiones contra la población civil de Odesa en otoño de 1941". Por estos crímenes, fueron condenados a muerte. Los dos primeros fueron fusilados el 1 de julio de 1946. Más tarde, el rey Miguel I de Rumania conmutó la pena de muerte por cadena perpetua para el general Macici, que finalmente murió en 1950 en la prisión de Aiud.
En respuesta a la apelación del veredicto presentada por el hijo de Alexianu, el 5 de noviembre de 2006, el Tribunal de Apelación de Bucarest confirmó el veredicto de los criminales de guerra a muerte, fechado el 17 de mayo de 1946. En respuesta al recurso interpuesto por el Fiscal General, el 6 de mayo de 2008 se reexaminó el caso y los magistrados del Tribunal Superior de Casación y Justicia rechazaron finalmente la solicitud de revisión de la sentencia de 1946.